# Aspern (film)
Aspern è un film del 1982 diretto da Eduardo de Gregorio.
Il soggetto è tratto dal racconto di Henry James: Il carteggio Aspern (The Aspern Papers).

## Trama
Una casa editrice francese invia a Lisbona uno dei suoi esperti, Jean Decaux, affinché recuperi alcuni documenti inediti del famoso romanziere degli anni trenta, Jeffrey Aspern, al momento già defunto. L'editore crede di sapere che queste carte siano in possesso di una certa Juliana Barther, già amante di Aspern, nella cui abitazione lo scrittore è morto.
Tramite sotterfugi Jean riesce a convincere Juliana, che vive con un'anziana ed austera nipote, Tita, a concedergli in affitto una camera. Jean diviene amico di quest'ultima, alla quale confida il motivo della sua venuta e Tita promette di aiutarlo. Tuttavia, sorpreso da Juliana a frugare fra le sue carte, deve andarsene, lasciando la casa per un tempo sufficiente a far perdere importanza al fatto.
Tornato dopo qualche tempo, apprende da Tita che Juliana è nel frattempo deceduta e che i manoscritti da lui cercati ora sono nelle mani di Tita. La quale gli propone un curioso baratto: in cambio dei manoscritti tanto agognati, Jean dovrà sposarla. Di fronte al rifiuto di Jean, Tita brucia i manoscritti.